# امامزاده زید بن علی
امامزاده زید بن علی امامزاده و نیز نام منطقه‌ای در مرکز شهر خرم‌آباد است. آرامگاه این امامزاده در بازار قدیمی شهر خرم‌آباد واقع شده است و قدمت ساخت بنای کنونی آن به سال ۱۳۰۷ هجری قمری می‌رسد. این آرامگاه نخستین بار به دستور بدر بن حسنویه و در زمان حکومت آل حسنویه در سال ۴۰۴ هجری قمری ساخته شد.